# 宝町 (名古屋市)
宝町（たからまち）は、愛知県名古屋市中区の地名。

## 歴史

### 町名の由来
名古屋城下町の碁盤割における東西街路のひとつである袋町筋の東側にあたり、「宝の袋」という祝儀にちなんで命名されたとされる。

### 沿革
- 1871年（明治4年）9月29日 - 袋町筋の一部により、愛知郡宝町として成立[1][5]。
- 1878年（明治11年）12月20日 - 名古屋区成立に伴い、同区宝町となる[5]。
- 1889年（明治22年）10月1日 - 名古屋市成立に伴い、同市宝町となる[5]。
- 1908年（明治41年）4月1日 - 東区成立に伴い、同区宝町となる[1]。
- 1944年（昭和19年）2月11日 - 栄区成立に伴い、同区宝町となる[1]。
- 1945年（昭和20年）11月3日 - 栄区廃止に伴い、中区宝町となる[1]。
- 1966年（昭和41年）3月30日 - 住居表示実施に伴い、錦三丁目に編入され廃止[1]。